# Moustapha Dao
Moustapha Dao (Koudougou, 5 marzo 1955 – Parigi, 21 giugno 2010) è stato un regista burkinabé.
Durante la sua carriera ha realizzato quattro cortometraggi dedicati all'infanzia, per i quali ha ricevuto dei riconoscimenti.

## Biografia

### Primi anni e carriera
Nasce il 5 marzo 1955 nel dipartimento di Koudougou in Burkina Faso, studia lettere moderne all'Università di Ouagadougou e successivamente come fonico all'istituto Africano di Educazione Cinematografica (INAFEC) e poi si occupa di direzione della produzione presso gli studi CINAFRIC di Kossodo (Ouagadougou). In seguito, lavora al Centre National du Cinéma e alla Télévision Nationale del Burkina Faso. Ha anche lavorato come assistente del suono e fonico per la televisione e cinema africano, tra cui per il lungometraggio Yeelen, la luce di Souleymane Cissé.
Debutta nel mondo del cinema con il cortometraggio del 1987 A noi la strada, apprezzato dalla critica, in cui vengono rappresentati perlopiù bambini provenienti da un quartiere della città di Ouagadougou. Quest'opera audiovisiva vince un riconoscimento da parte dell'organizzazione UNICEF e il premio ICA al Festival mondial des arts nègres nel 1987. Inoltre, grazie a questa produzione il regista ha potuto girare il Tour de France.
Due anni dopo è alla regia del suo secondo corto dal titolo Il nipote del pittore, in cui la storia di Ali si mescola con le tradizioni africane, poi nel 1991 del film breve Il bambino e il caimano, incentrato maggiormente sulla morale in cui, come afferma il critico Clément Tapsoba, fa un ottimo uso della tecnica dell'animazione. Nel 1992 annuncia di voler realizzare ancora quattro cortometraggi, ma nel 1995 è alla sua ultima regia per L'uovo, in cui avviene l'adattamento di una tradizione del paese di nascita sulle maschere e i bambini.

### Il trasferimento a Parigi e la morte
Successivamente si stabilisce a Parigi, luogo dove ha approfondito la cinematografia senza nuove produzioni. Nel 1998 stesso anno viene reso disponibile Les Contes animaliers du Burkinabè Mustapha Dao, quarto capitolo del film a puntate Terres africaines, dove vengono ripresentati i suoi lavori e l'anno successivo pubblica un libro dal titolo Poko et la rivière aux crocodiles.
Nel 2004 è inserito nella manifestazione italiana dal titolo Stelle del deserto, rassegna sui cortometraggi che si tiene a Roma. Nello stesso anno il suo cortometraggio A noi la strada viene presentato alle tavole rotonde del Festival di Cannes.
Muore il 21 giugno 2010 nella capitale francese dopo una malattia. In occasione della sua morte, Radio France Internationale gli dedica un omaggio. L'anno successivo vengono trasmesse le sue produzioni durante l'edizione annuale del Festival del cinema africano, d'Asia e America Latina di Milano. Sempre nello stesso anno è nella selezione ufficiale dell'edizione annuale del Festival Panafricain du Cinéma de Ouagadougou in suo omaggio con tre cortometraggi.

## Accoglienza
I suoi lavori sono stati considerati positivamente sia dalla critica sia per i riconoscimenti ricevuti. Il collaboratore della manifestazione Festival mondial des arts nègres, Clément Tapsoba, afferma che insieme a Djibril Diop Mambéty, anche Dao ha incrementato la scrittura sulla cinematografia africana.
Moustapha Dao è stato uno dei pochi registi del Burkina Faso che ha dedicato la sua carriera alla regia di cortometraggi sull'infanzia, mischiando le tradizioni orali africane a creature della realtà del paesaggio africano.
I suoi lavori sono stati anche trasmessi in varie manifestazioni ed occasioni come in Svizzera, Ungheria, Danimarca, Italia e Francia.

## Filmografia
- A noi la strada (À nous la rue, 1987) - cortometraggio
- Il nipote del pittore (Le neveu du peintre, 1989) - cortometraggio
- Il bambino e il caimano (L'enfant et le caïman, 1991) - cortometraggio
- L'uovo (L'oeuf) (1995) - cortometraggio

## Opere letterarie
- Poko et la rivière aux crocodiles, Morsang-sur-Orge, Lire c'est partir, 1999.

## Riconoscimenti
- 1987 – Festival Panafricain du Cinéma de Ouagadougou
  - Premio UNICEF ad A noi la strada[8]
- 1987 – Festival mondial des arts nègres
  - Vinto per A noi la strada[9]
- 1988 – Festival international du court métrage de Clermont-Ferrand
  - Menzione speciale per A noi la strada[20]
- 1990 – Festival international du court métrage de Clermont-Ferrand[21]
  - Candidatura per Il nipote del pittore.